# Magaly Medina
Magaly Jesús Medina Vela (Huacho, Perú, 31 de març del 1963) és presentadora de la televisió i la ràdio peruana.
Medina es va donar a conèixer amb el programa d'espectacles Magaly TeVe, que es va emetre cada dia des del 1997 al 2012. En aquest programa, la presentadora comentava com vivien els personatges de la faràndula peruana, als qui anomenava els Chollywood. A més, feia crítiques i notícies sobre la vida de presentadors, actors i altres personatges de l'espectacle.

## Vida personal
Magaly és la més gran de tres germans, des de nena es va sentir atreta per les lletres, en particular per la poesia i la declamació. Així ho demostrà en les seves actuacions al Col·legi Nacional Mercedes Indacochea, a Huacho, lloc on va fer els estudis escolars.
El 1980, va viatjar a Lima per dedicar-se al periodisme i ingressà a l'Institut Jaime Bausate i Bressoli. Encara no havien passat dos anys quan va fer les primeres pràctiques en el diari Correo.
El 1983 es va casar amb Marco Mendoza, amb qui va tenir un fill: Gianmarco Mendoza Medina.
S'allunya temporalment de la televisió l'any 2013, i es fa sòcia majoritària d'Alife; inaugura dos locals d'Alife by Magaly.

## Vida professional

### Primers anys en el periodisme
Va començar a la televisió als principis de la dècada del 1990, en el programa periodístic de debats Fuego cruzado. Allí, amb altres periodistes i amb la lingüista Martha Hildebrandt (membre de l'Academia Peruana de la Lengua), van qüestionar i criticar severament el conegut, i òbit avui en dia, presentador de televisió Augusto Ferrando, a qui van titllar de vulgar i groller a causa de l'estil que feia servir en el programa que ja no s'emet Trampolín a la Fama. El fet va passar en aquest programa, que havia anunciat un homenatge al popular presentador de televisió.
L'inici en la televisió peruana fou en El Noticiero de ATV. Només feia una seqüència d'espectacles que es deia: Pese a quien le pese. Més tard, l'espai va transformar-se en un programa propi que un temps més tard es digué Magaly TeVe, com encara s'anomena avui en dia. Aquest programa va ser emès unes quantes temporades pel senyal de Frecuencia Latina per a retornar després a la de ATV.

## Controvèrsies
En els anys que exerceix el periodisme, Magaly Medina té diverses controvèrsies amb els personatges de la faràndula peruana.

### Gisela Valcárcel
La seva principal víctima mediàtica va ser Gisela Valcárcel, a qui deia la sis punts en referència als sis punts de ràtio que obtenia en els projectes Gisela contigo del 1998 al 1999 i en el programa Siempre Gisela, de l'any 2005, tots de duració curta. No obstant això, a partir de maig del 2008, la situació va canviar, orientant-se cap a la reconciliació entre Valcárcel i Magaly. Magaly va fer comentaris positius del programa de Gisela Valcárcel i li va dir triomfadora en veure la nova ràtio mitjana altíssima que havia aconseguit amb el seu nou programa de ball. Actualment Gisela la va convidar a concursar en el seu programa de ball, i Medina va acceptar de cantar i ballar. La producció de Medina va convidar a Gisela a una entrevista al seu programa. El dia de l'estrena del programa de Gisela Valcarcel, Magaly Medina, per mitjà d'un dels seus reporters li va donar un obsequi: un exemplar del llibre "El preu de ser Magaly Medina: la meva veritat a la presó", el qual tenia una dedicatòria escrita per ella.
L'agost del mateix any, la 'urraca' va assistir al debut del programa "Amor, amor, amor". Quan en plena conversa entre ella i els animadors del programa, el conductor va convidar la ‘urraca’ a contestar el telèfon. A l'altre costat de la línia hi havia la Gisela Valcárcel; ambdues es van afalagar mútuament i van indicar que algun dia volien conèixer-se i conversar de moltes coses.

### Cas prostivedettes
El cas que més es recorda de la carrera de Medina és l'escàndol de les Prostivedettes, en el que va filmar amb càmeres d'incògnit les ballarines peruanes Mònica Adaro i Isabela mentre tenien relacions sexuals en llocs privats. El cas va arribar al jutjat, que donà la raó a una de les ballarines per invasió de la intimitat, però no per l'exercici de meretrici.

## Problemes judicials
El 1998, Medina va ser denunciada per l'organitzadora del concurs de Miss Perú, Deborah de Souza Peixoto Lluna, ja que la periodista va afirmar que el concurs estava falsejat i que es jugava amb la il·lusió de les aspirants; la qual cosa va afectar l'honra i l'organització del concurs. Medina va ser condemnada a dos anys presó suspesa i al pagament d'una multa de 30 mil sols.
L'any 2000, Medina va perdre un altre judici per difamació portat a terme per la Gisela Valcárcel, ja que afirmà que aquesta prenia drogues. Això va afectar la imatge de la presentadora. Magalí va ser condemnada a dos anys de presó i al pagament d'una multa de 10 mil soles.
L'any 2008 fou sentenciada per difamació en el judici que va provocar el productor Efraín Aguilar. Ella va acusar al productor de televisió d'induir a la seva colla al consum de drogues. Magaly fou sentenciada amb uns mesos de servei comunitari i una multa de cinc mil soles.
El futbolista Paolo Guerrero la va portar a judici per difamació; ja que el novembre de 2007, en la revista de la conductora i al programa de televisió es van mostrar fotografies en les quals l'esportista estava amb la parella sortint d'un restaurant de Miraflores, en canvi es va afirmar que aquestes havien estat fetes el dia anterior al partit Perú-Brasil. La defensa de Guerrero afirmava que les imatges van ser preses dos dies abans del partit, per la qual cosa es va causar un dany.
El 16 d'octubre de 2008, Medina va ser condemnada a 5 mesos de pena de presó amb el seu productor, Ney Guerrero, en perdre el cas que la conductora mantenia amb el futbolista Paolo Guerrero. Aquest fet va generar una gran controvèrsia al seu país.

### Engarjolament
El 16 d'octubre de 2008, en el judici que el futbolista peruà Paolo Guerrero va iniciar, es va llegir la sentència de primera instància segons la qual Magaly Medina era responsable de cometre un delicte de difamació amb greuge per l'esportista. Fou condemnada a cinc mesos de presó que va complir parcialment a la presó de Santa Mónica, al districle de Chorrillos, a Lima. L'advocat de Magaly hi ha interposat un Habeas Corpus i una apel·lació per violació del dret en el procés que el dia 30 d'octubre del mateix any fou desestimat.
A banda, el productor i ex-parella, Ney Guerrero, va passar tres mesos a la presó de San Jorge, condemnat pel mateix delicte. El cas va generar molta polèmica en el seu país, fins i tot el president de la república va emetre un comunicat referint-s'hi.
El 31 de desembre del 2008 surten de la presó, per l'acord del III jutjat per a reus a la presó, que la condemna a llibertat condicional durant dos anys. La Corte Suprema de Justicia la condemnà a pagar 200 mil soles a Paolo Guerrero i al pagament de més de 67 mil soles a l'estat.

### Posteriors
El Primer Jutjat Penal del Callao condemnà a Medina a tres anys de presó suspesa i a pagar 70 mil soles per la reparació civil a favor del cantant Jean Pierre Vismara el 16 de maig del 2012, en ser declarada culpable per un delicte de difamació agreujada.

## Retorn a la televisió
En sortir de la Presó el 31 de desembre, es va dirigir a la seu del canal ATV, per reunir-se amb els directius del canal i l'equip de producció, el mateix dia va gravar el seu espot publicitari per anunciar el retorn a les pantalles el dia 5 de gener, dient que se sentia «més forta que mai». El dilluns següent, va iniciar el seu programa amb l'entrevista al seu advocat César Nakasaki, el qual va explicar la seva situació legal; després d'això, Magaly va anunciar que encara no estava preparada per tornar a les pantalles i que tornaria molt aviat.
El 15 de gener va viatjar a Miami, Estats Units per reunir-se amb el productor Ney Gerrero i va tornar el 30 de gener. El 7 de febrer, va enregistrar el seu espot publicitari al costat d'un grup de cúmbia Hermanos Yaipén, fent una cançó que suposadament al·ludia a Paolo Guerrero i que deia Tendría que llorar por ti y ahora me río, me río. L'espot va anunciar la tornada de la Urraca a la televisió el 23 de febrer.
El 23 de febrer, Medina torna a la televisió, amb la dotzena temporada de Magaly TeVe vestida de blanc i amb un escenari nou. Dies més tard, la congressista de la república Karina Beteta del Partido UPP va condecorar-la el Dia de la Dona per la condició de dona d'èxit i de províncies. El premi va rebre moltes crítiques de sectors diversos.
El 27 d'abril del 2009, L'Asociación Nacional de Anunciantes (ANDA) va posar la llum vermella al programa de televisió de Medina. La llum vermella és una sanció ètica que es refereix als continguts del programa i en el qual s'inclou una recomanació als anunciants de no anunciar-s'hi.
El març del 2012 torna a la televisió per celebrar els 15 anys del programa; no obstant això, la periodista decideix finalitzar amb el cicle Magaly TeVe. El 2013 participa com a jurat del show d'impacte Peru's Next Top Model.

## Llibre
El 15 de maig del 2009 es presenta el llibre El precio de ser Magaly Medina, mi verdad la cárcel, en el qual narra una part de la seva història durant 200 pàgines. Els moments a la presó, la relació amb les altres preses i la distància amb la llar la van marcar de manera definitiva.

## Nova etapa
Pràcticament dos anys des del final de Magaly TeVe, Medina va decidir renunciar a ATV per signar un contracte amb Latina. Allí, el dia 19 de setembre del 2014, hi va estrenar el show nocturn del dissabte que duia el nom de MAGALY. Va tenir molt d'èxit i va ser el programa més vist del dissabte. La competència directa, Gisela, el gran show de America Television, va quedar en segon lloc. MAGALY va arribar a la ràtio de 23 punts i fou el número 1 del rànquing general de la Televisió peruana.
El 2015 acaba el cicle d'entrevistes Magaly, havent liderat l'horari dels dissabtes a la nit la majoria de dies. Això dona pas a la conducció d'En carne propia, una temporada de programes especials dirigits a la difusió de temes de caràcter social, exposats des d'un punt de vista més periodístic.

## Crèdits
| Any         | Títol                 | Paper                     |
| ----------- | --------------------- | ------------------------- |
| 1990        | Fuego cruzado         | Periodista                |
| 1995 - 1996 | El noticiero          | Periodista                |
| 1997 - 1998 | Pese a quien le pese  | Presentadora i Periodista |
| 1997 - 2012 | Magaly TeVe           | Presentadora              |
| 2013        | Peru's Next Top Model | Jurat                     |
| 2014 - 2015 | Magaly                | Presentadora              |
| 2015        | En Carne Propia       | Presentadora              |